# Hällnäs
Hällnäs er et byområde i Vindelns kommun i Västerbottens län i det nordlige Sverige.
Byen ligger langs med Stambanan genom övre Norrland og Tvärbanan Storuman-Hällnäs.

## Historie
Byen var og er beliggende i Degerfors Sogn og indgik efter kommunalreformen i 1862 i Degerfors landskommun. I denne indrettedes Hällnäs municipalsamhälle til byen den 30. juli 1937 og blev opløst den 31. december 1958.

### Sanatoriet
Umiddelbart udenfor byen ligger sanatoriet Hällnäs sanatorium, som blev indviet i 1926.

## Bebyggelsen
I Hällnäs findes børnehave, skole, bibliotek, Folkets Hus og dagligvarebutik, Hällnäs Handelsträdgård. Hällnäs jernbanestation, som blev bygget i 1892, blev under betegnelsen Hällnäsmodellen forbillede for en type af mindre jernbanestationer som blev opført i 43 byer, hovedsageligt langs Norra stambanan og Mittbanan. Byen betjenes siden 2011 af tog mellem Umeå og Lycksele drevet af Norrtåg.